# René Serrano
René Serrano Slimming (* 2. August 1955 in Concepción) ist ein ehemaliger chilenischer Fußballspieler und -trainer. Der Außenverteidiger absolvierte fünf Länderspiele für Chile. 

## Karriere

### Verein
René Serrano begann seine Profikarriere 1974 bei Deportes Concepción. Die beste Platzierung gelang Serrano im Jahr 1975, als ihm mit dem Klub die Vizemeisterschaft gelang. 1978 wechselte der Verteidiger zum CD O’Higgins, für den er acht Jahre lang auflief. In dieser Zeit erreichte er drei Mal die Copa Libertadores. 1980 schaffte O’Higgins den Einzug ins Halbfinale, nachdem in der Gruppenphase alle vier Klubs kurioserweise die gleiche Punktzahl hatten und O’Higgins aufgrund des besseren Torverhältnisses gegenüber dem Club Cerro Porteño, dem CSD Colo-Colo und dem Club Sol de América die nächste Runde erreichte. 1986 verbrachte Serrano sein letztes Karrierejahr bei Audax Italiano.
1998 und 1999 trainierte Serrano den CD O’Higgins und erreichte im ersten Jahr den Aufstieg in die Primera División und konnte das Team als Aufsteiger auf einen Mittelfeldplatz führen.

### Nationalmannschaft
René Serrano debütierte für die Nationalmannschaft Chiles im Juni 1979 unter Trainer Luis Santibáñez beim Freundschaftsspiel gegen Ecuador. Nur wenige Tage danach absolvierte er sein zweites Länderspiel gegen Ecuador. Danach kam der Verteidiger erst wieder nach fast sechs Jahren zu einem Länderspieleinsatz. Er bestritt noch drei weitere Freundschaftsspiele gegen Argentinien, Brasilien und zuletzt im Oktober 1985 gegen Paraguay.

## Erfolge
O’Higgins
- Primera B: 1998